# Cathedral (verhalenbundel)
Cathedral is de derde verhalenbundel van Raymond Carver, gepubliceerd in 1983. De Nederlandse vertaling verscheen in 1984 onder de titel Kathedralen. De bundel werd enthousiast ontvangen. 

## Inhoud
- "Feathers"
- "Chef's House"
- "Preservation"
- "The Compartment"
- "A Small, Good Thing" - een uitgebreide versie van zijn eerdere verhaal "The Bath".
- "Vitamins"
- "Careful"
- "Where I'm Calling From"
- "The Train"
- "Fever"
- "The Bridle"
- "Cathedral"